# フェリックス・グロモフ
フェリックス・ニコラエヴィチ・グロモフ（Фе́ликс Никола́евич Гро́мов, Feliks Nikolayevich Gromov, 1937年8月29日 - 2021年1月22日）は、ロシア連邦の軍人。ロシア海軍総司令官。上級大将。

## 経歴
ウラジオストク生まれ。1959年、S.O.マカロフ太平洋高等海軍学校を卒業。卒業後、駆逐艦の主砲副長、主砲統制班長、砲術部長、副艦長、艦長、巡洋艦の副艦長、艦長を歴任。
1977年、海軍アカデミー卒業後、師団、戦隊の参謀長、戦隊司令官。1984年から北方艦隊第一副総司令官。1986年、参謀本部軍事アカデミーを卒業。1988年、北洋艦隊司令官に任命。
1992年、海軍総司令官に任命。1996年、上級大将に昇進。
米国のシンクタンク・ジェームスタウン財団は、グロモフはロシア太平洋艦隊の弾薬庫爆発事故への責任を取らされ解雇された、と推測している。

## パーソナル
妻帯、1男1女をもうけた。